# OProfile
OProfile — популярное средство профилирования для Linux-систем.
OProfile позволяет профилировать различные части системы — от обработчиков прерываний и драйверов, до пользовательских программ.
OProfile состоит из модуля ядра, резидентного демона и нескольких пользовательских утилит.

## История
Джон Левон создал OProfile в 2001 году, для Linux версии 2.4 на базе своей диссертации.
В 2012 инженеры IBM признали OProfile одним из двух самых широко используемых инструментов профилирования на Linux, вместе с perf.
В 2021, было объявлено, что драйвер OProfile планируется удалить из ядра Linux 5.12 как устаревший. Его же набор утилит продолжит работать, используя драйвер профилирования perf.

## Пользовательские утилиты
- opcontrol — утилита управления демоном, который собирает статистические данные. Эти данные периодически сохраняются в каталоге /var/lib/oprofile/samples.
- opreport — утилита получения простого отчета профилирования. Утилита opannotate также может производить отчет анотированный ссылками на исходный код или инструкциями языка ассемблера.
- opgprof — конвертирует данные из oprofile в gprof-совместимый формат.[4]

Примеры:
```
$ opcontrol --start    # запуск сбора данных демоном-коллектором

$ ./<имя_программы>        # запуск отлаживаемой программы

$ opcontrol --dump

$ opreport -l <имя_программы> > ${output_file}

$ opcontrol --stop     # остановка сбора данных

$ opcontrol --shutdown # остановка демона

$ opcontrol --reset    # очистка данных сохраненных в файле

```